# طواف الشارقة 2018
طواف الشارقة 2018 (بالفرنسية: Sharjah Tour 2018)‏ هو سباق دراجات هوائية، وهو الموسم رقم 5 من السباق، وأقيم خلال الفترة 24 يناير 2018، وحتى 27 يناير 2018، وهو أحد سباقات طواف آسيا للدراجات 2018.
فاز فيه بالمركز الأول خافيير مورينو، وبالمركز الثاني توماس لباس، وبالمركز الثالث Nikolay Mihaylov (cyclist) ‏، والفريق الفائز في ترتيب الفرق Delko-Marseille Provence-KTM.

## الفرق
| فرق قارية محترفة (4)- فيتال كونسبت 2018 ‏ - ويلير تريستينا-سيل إيطاليا 2018 ‏ - ديلكو ‏ - Vérandas Willems-Crelan ‏ فرق قارية (10)- Sharjah Team ‏ - Synergy Baku Cycling Project ‏ - Kinan Racing Team ‏ - فينو أستانا موتورز 2018 ‏ - بايك أيد 2018 ‏ - Sovac (cycling team) ‏ - مينسك سي سي 2018 ‏ - Interpro Cycling Academy ‏ - تيرينجانو سايكلنج تيم ‏ - VIB Sports فرق وطنية (5)- فريق أوزبكستان لركوب الدراجات للرجال‏ - فريق جنوب أفريقيا لركوب الدراجات للرجال‏ - فريق اليابان لركوب الدراجات للرجال‏ - فريق الإمارات العربية المتحدة لسباق الدراجات على الطريق للرجال‏ - فريق السعودية لركوب الدراجات‏ |  |
| |  |

## المراحل
| قائمة المراحل | قائمة المراحل | قائمة المراحل     | قائمة المراحل  | قائمة المراحل | قائمة المراحل    | قائمة المراحل |
| المرحلة       | التاريخ       | الدورة            |                | المسافة (كم)  | الفائز بالمرحلة  | القائد العام  |
| ------------- | ------------- | ----------------- | -------------- | ------------- | ---------------- | ------------- |
| 1             | 24 يناير      | الشارقة – الشارقة | فردي ضد الساعة | 10٫2          | جوليان موريس     | جوليان موريس  |
| 2             | 25 يناير      | الشارقة – الشارقة | مرحلة مستوية   | 151٫56        | ياكوب ماريكزكو   | جوليان موريس  |
| 3             | 26 يناير      | دبا – الشارقة     | مرحلة جبلية    | 116٫7         | Salim Kipkemboi ‏ | خافيير مورينو |
| 4             | 27 يناير      | الشارقة – الشارقة | مرحلة مستوية   | 139٫4         | ياكوب ماريكزكو   | خافيير مورينو |

## النتيجة

### مرحلة 1
هي مرحلة من نوع سباق فردي ضد الساعة، أجريت في 24 يناير 2018، وامتدّت لمسافة 10.2 كيلومتر فاز بالمرحلة جوليان موريس، ومتصدر الترتيب العام في نهاية المرحلة جوليان موريس.
| التصنيف العام | التصنيف العام         | التصنيف العام | التصنيف العام                | التصنيف العام |        |
| الدراج        | الدراج                | البلد         | الفريق                       | الوقت         | السرعة |
| ------------- | --------------------- | ------------- | ---------------------------- | ------------- | ------ |
| 1.            | جوليان موريس          | فرنسا         | Team Vital Concept           | 12 د 48 ث     |        |
| 2.            | Gaëtan Bille ‏         | بلجيكا        | Sovac-Natura4Ever            | + 2 ث         |        |
| 3.            | كريس بويكمانز         | بلجيكا        | Team Vital Concept           | + 4 ث         |        |
| 4.            | Elias Van Breussegem ‏ | بلجيكا        | Verandas Willems-Crelan      | + 4 ث         |        |
| 5.            | Marco Coledan ‏        | إيطاليا       | ويلير تريستينا-سيل إيطاليا   | + 5 ث         |        |
| 6.            | Michael Goolaerts ‏    | بلجيكا        | Verandas Willems-Crelan      | + 6 ث         |        |
| 7.            | Nikolay Mihaylov ‏     | بلغاريا       | Delko-Marseille Provence-KTM | + 12 ث        |        |
| 8.            | خافيير مورينو         | إسبانيا       | Delko-Marseille Provence-KTM | + 18 ث        |        |
| 9.            | Oleksandr Golovash ‏   | أوكرانيا      | (label missing)              | + 19 ث        |        |
| 10.           | بريان كوكار           | فرنسا         | Team Vital Concept           | + 20 ث        |        |

### مرحلة 2
هي مرحلة مسطحة، أجريت في 25 يناير 2018، وامتدّت لمسافة 151.56 كيلومتر فاز بالمرحلة ياكوب ماريكزكو، ومتصدر الترتيب العام في نهاية المرحلة جوليان موريس.
| التصنيف العام | التصنيف العام         | التصنيف العام | التصنيف العام                | التصنيف العام |        |
| الدراج        | الدراج                | البلد         | الفريق                       | الوقت         | السرعة |
| ------------- | --------------------- | ------------- | ---------------------------- | ------------- | ------ |
| 1.            | جوليان موريس          | فرنسا         | Team Vital Concept           | 3 س 45 د 21 ث |        |
| 2.            | Gaëtan Bille ‏         | بلجيكا        | Sovac-Natura4Ever            | + 2 ث         |        |
| 3.            | كريس بويكمانز         | بلجيكا        | Team Vital Concept           | + 4 ث         |        |
| 4.            | Elias Van Breussegem ‏ | بلجيكا        | Verandas Willems-Crelan      | + 4 ث         |        |
| 5.            | Marco Coledan ‏        | إيطاليا       | ويلير تريستينا-سيل إيطاليا   | + 5 ث         |        |
| 6.            | Michael Goolaerts ‏    | بلجيكا        | Verandas Willems-Crelan      | + 6 ث         |        |
| 7.            | Nikolay Mihaylov ‏     | بلغاريا       | Delko-Marseille Provence-KTM | + 12 ث        |        |
| 8.            | بريان كوكار           | فرنسا         | Team Vital Concept           | + 14 ث        |        |
| 9.            | خافيير مورينو         | إسبانيا       | Delko-Marseille Provence-KTM | + 18 ث        |        |
| 10.           | Oleksandr Golovash ‏   | أوكرانيا      | (label missing)              | + 19 ث        |        |

### مرحلة 3
هي مرحلة جبلية، أجريت في 26 يناير 2018، وامتدّت لمسافة 116.7 كيلومتر فاز بالمرحلة Salim Kipkemboi ‏، ومتصدر الترتيب العام في نهاية المرحلة خافيير مورينو.
| التصنيف العام | التصنيف العام         | التصنيف العام | التصنيف العام                | التصنيف العام |        |
| الدراج        | الدراج                | البلد         | الفريق                       | الوقت         | السرعة |
| ------------- | --------------------- | ------------- | ---------------------------- | ------------- | ------ |
| 1.            | خافيير مورينو         | إسبانيا       | Delko-Marseille Provence-KTM | 6 س 45 د 27 ث |        |
| 2.            | توماس لباس            | فرنسا         | Kinan                        | + 23 ث        |        |
| 3.            | Nikolay Mihaylov ‏     | بلغاريا       | Delko-Marseille Provence-KTM | + 35 ث        |        |
| 4.            | Salim Kipkemboi ‏      | كينيا         | Bike Aid                     | + 38 ث        |        |
| 5.            | Eddie van Heerden ‏    | جنوب أفريقيا  | جنوب أفريقيا                 | + 49 ث        |        |
| 6.            | كوينتين باشر          | فرنسا         | Team Vital Concept           | + 53 ث        |        |
| 7.            | ديليو فرنانديز كروز   | إسبانيا       | Delko-Marseille Provence-KTM | + 55 ث        |        |
| 8.            | دافيدي ريبلين         | إيطاليا       | Sovac-Natura4Ever            | + 58 ث        |        |
| 9.            | Elias Van Breussegem ‏ | بلجيكا        | Verandas Willems-Crelan      | + 1 د 00 ث    |        |
| 10.           | Gabriel Reguero ‏      | إسبانيا       | VIB Sports                   | + 1 د 01 ث    |        |

### مرحلة 4
هي مرحلة مسطحة، أجريت في 27 يناير 2018، وامتدّت لمسافة 139.4 كيلومتر فاز بالمرحلة ياكوب ماريكزكو، ومتصدر الترتيب العام في نهاية المرحلة خافيير مورينو.
| الدراج | الدراج | البلد | الفريق | الوقت | السرعة |  |

## التصنيف العام النهائي
| التصنيف العام | التصنيف العام       | التصنيف العام | التصنيف العام                | التصنيف العام |        |
| الدراج        | الدراج              | البلد         | الفريق                       | الوقت         | السرعة |
| ------------- | ------------------- | ------------- | ---------------------------- | ------------- | ------ |
| 1.            | خافيير مورينو       | إسبانيا       | Delko-Marseille Provence-KTM | 8 س 52 د 32 ث |        |
| 2.            | توماس لباس          | فرنسا         | Kinan                        | + 3 ث         |        |
| 3.            | Nikolay Mihaylov ‏   | بلغاريا       | Delko-Marseille Provence-KTM | + 15 ث        |        |
| 4.            | Salim Kipkemboi ‏    | كينيا         | Bike Aid                     | + 17 ث        |        |
| 5.            | كوينتين باشر        | فرنسا         | Team Vital Concept           | + 33 ث        |        |
| 6.            | Gabriel Reguero ‏    | إسبانيا       | VIB Sports                   | + 41 ث        |        |
| 7.            | بريان كوكار         | فرنسا         | Team Vital Concept           | + 43 ث        |        |
| 8.            | Eddie van Heerden ‏  | جنوب أفريقيا  | جنوب أفريقيا                 | + 47 ث        |        |
| 9.            | جاي كروفورد         | أستراليا      | Kinan                        | + 53 ث        |        |
| 10.           | ديليو فرنانديز كروز | إسبانيا       | Delko-Marseille Provence-KTM | + 55 ث        |        |

### تصنيف النقاط
| تصنيف النقاط | تصنيف النقاط       | تصنيف النقاط | تصنيف النقاط               | تصنيف النقاط |        |
| الدراج       | الدراج             | البلد        | الفريق                     | النقاط       | السرعة |
| ------------ | ------------------ | ------------ | -------------------------- | ------------ | ------ |
| 1.           | ياكوب ماريكزكو     | إيطاليا      | ويلير تريستينا-سيل إيطاليا | 50 نقطة      |        |
| 2.           | بريان كوكار        | فرنسا        | Team Vital Concept         | 44 نقطة      |        |
| 3.           | Mohd Hariff Saleh ‏ | ماليزيا      | Terengganu                 | 34 نقطة      |        |

### تصنيف الجبال
| تصنيف الجبال | تصنيف الجبال       | تصنيف الجبال | تصنيف الجبال                 | تصنيف الجبال |        |
| الدراج       | الدراج             | البلد        | الفريق                       | الوقت        | السرعة |
| ------------ | ------------------ | ------------ | ---------------------------- | ------------ | ------ |
| 1.           | Eddie van Heerden ‏ | جنوب أفريقيا | جنوب أفريقيا                 | 12 نقطة      |        |
| 2.           | توماس لباس         | فرنسا        | Kinan                        | 11 نقطة      |        |
| 3.           | أولكسندر بوليفودا  | أوكرانيا     | Synergy Baku Cycling Project | 10 نقطة      |        |

## تصنيف الفرق

### الفرق حسب الوقت
| تصنيف الفرق حسب الوقت | تصنيف الفرق حسب الوقت        | تصنيف الفرق حسب الوقت | تصنيف الفرق حسب الوقت |        |
| الفريق                | الفريق                       | البلد                 | الوقت                 | السرعة |
| --------------------- | ---------------------------- | --------------------- | --------------------- | ------ |
| 1.                    | Delko-Marseille Provence-KTM | فرنسا                 | 26 س 38 د 26 ث        |        |
| 2.                    | Team Vital Concept           | فرنسا                 | + 2 د 05 ث            |        |
| 3.                    | Bike Aid                     | ألمانيا               | + 2 د 53 ث            |        |

## تصانيف فرعية

### تصنيف أفضل شاب
| تصنيف أفضل شاب | تصنيف أفضل شاب   | تصنيف أفضل شاب | تصنيف أفضل شاب          | تصنيف أفضل شاب |        |
| الدراج         | الدراج           | البلد          | الفريق                  | الوقت          | السرعة |
| -------------- | ---------------- | -------------- | ----------------------- | -------------- | ------ |
| 1.             | Salim Kipkemboi ‏ | كينيا          | Bike Aid                | 8 س 52 د 49 ث  |        |
| 2.             | Senne Leysen ‏    | بلجيكا         | Verandas Willems-Crelan | + 2 د 16 ث     |        |
| 3.             | حمزة منصوري      | الجزائر        | Sovac-Natura4Ever       | + 2 د 52 ث     |        |

## وصلات خارجية
- الموقع الرسمي
- طواف الشارقة 2018 على موقع إحصائيات الدراجات الإحترافية (الإنجليزية)